# یک کنسرت (جیووانی کاریانی)

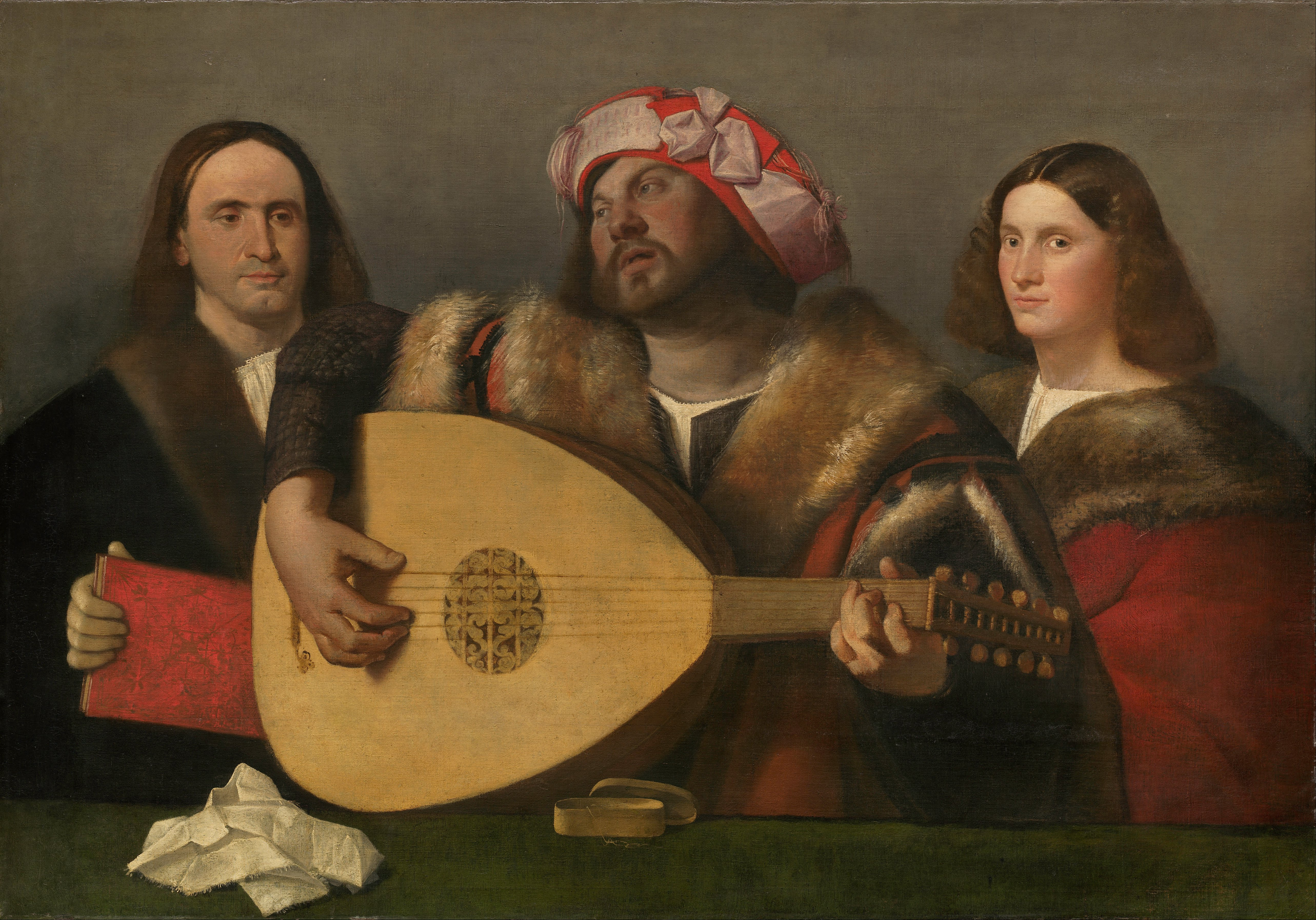
تابلوی یک کنسرت اثر جیووانی کاریانی.

کُنسِرتو، نام یک نقاشی رنگ روغن روی بوم اثر جیووانی کاریانی است. این اثر که حدوداً بین سال‌های ۱۵۱۸ تا ۱۵۲۰ میلادی خلق شد، اکنون در مجموعهٔ نگارخانه ملی هنر آمریکا نگه‌داری می‌شود.
اثر، یک نوازندهٔ عود را به همراه دو تماشاچی به تصویر کشیده‌است.